# Neue Gedichte (Rilke)

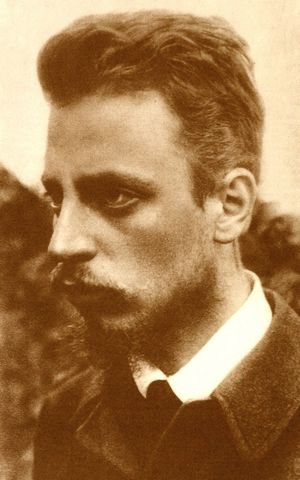
Rainer Maria Rilke, Foto, um 1900

Die Neuen Gedichte sind eine aus zwei Teilen bestehende Sammlung von Gedichten Rainer Maria Rilkes.
Der erste, Elisabeth und Karl von der Heydt gewidmete Band entstand zwischen 1902 und 1907 und erschien im selben Jahr im Insel Verlag in Leipzig, der zweite, Auguste Rodin zugedachte (Der Neuen Gedichte anderer Teil) wurde 1908 fertiggestellt und im selben Verlag veröffentlicht.
Die Sammlung gilt neben den Aufzeichnungen des Malte Laurids Brigge als Hauptwerk seiner mittleren Schaffensphase, das sich deutlich von seiner bisherigen und später folgenden Produktion abhebt.
Es markiert eine Wende von der gefühlsbetonten Dichtung ekstatischer Subjektivität und Innerlichkeit, wie sie etwa in seinem dreiteiligen Stunden-Buch vorherrscht, zur objektiveren Sprache der Dinggedichte. Mit dieser neuen poetischen Orientierung, die von der bildenden Kunst vor allem Rodins beeinflusst war, gilt Rilke als einer der bedeutendsten Dichter der literarischen Moderne.
Mit Ausnahme von acht auf Capri verfassten Gedichten schrieb Rilke die meisten in Paris und Meudon nieder.
An den Anfang beider Bände stellte er mit Früher Apollo und Archaïscher Torso Apollos Verse über Skulpturen des Dichtergottes.

## Hintergrund
Da der Sammlung der umfassende Bedeutungszusammenhang ebenso fehlt wie eine übergreifende Gesamtkonzeption, liegt kein Gedichtzyklus im strengen Sinne vor; andererseits darf deswegen nicht auf eine Beliebigkeit der Zusammenstellung geschlossen werden, weil bei aller Vielfalt von Formen und Gattungen alles von einem durchgängigen Gestaltungsprinzip durchdrungen ist – dem Dingbezug lyrischen Sprechens, das an die Erfahrungen geschauter Wirklichkeit gebunden ist.
Wie bei der Dinglyrik von den Parnassiens bis Eduard Mörike und Conrad Ferdinand Meyer, die sich nicht wie noch die romantische Dichtung, an der Musik, sondern der bildenden Kunst orientiert, ist dieser Bezugspunkt auch in Rilkes Gedichten spürbar; zunächst in der überragenden Gestalt des Bildhauers Rodin, über den er zuerst eine Monographie verfasste und dessen Privatsekretär er wurde, später in der Begegnung mit dem Werk Paul Cézannes, etwa während der Pariser Cézanne-Ausstellung von 1907.

## Entstehung und Sprachkrise

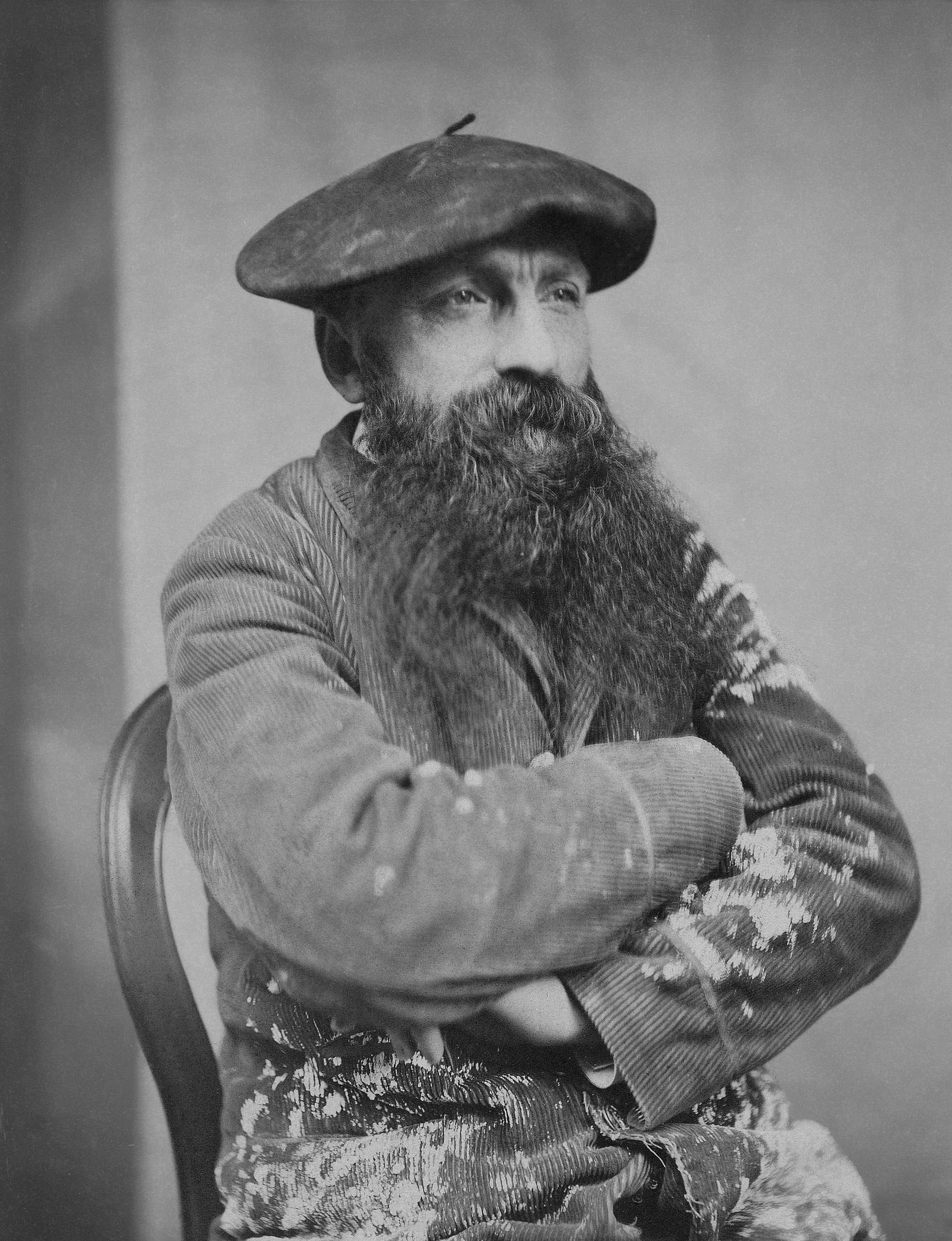
Auguste Rodin

In den Gedichten spiegeln sich Eindrücke wider, die Rilke in diesem Umfeld erfuhr, Erlebnisse, die er zahlreichen Briefen – etwa an Lou Andreas-Salomé oder Clara Westhoff – in großer Detailfülle anvertraute und aus denen der Einfluss auf seine eigene, an den Dingen der Wirklichkeit orientierte Kunst hervorgeht. Sie stehen auch am Ende eines längeren Entwicklungsprozesses: Ein Jahr nachdem er die Monographie über Rodin beendet hatte, berichtete er Lou Andreas-Salomé, wie verzweifelt er eine handwerkliche Grundlage für seine Kunst suche, ein Werkzeug, das seiner Kunst die nötige Solidität geben sollte. Zwei Möglichkeiten schloss er aus: Das neue Handwerk sollte nicht die Sprache selbst sein, die in „einem besseren Erkennen ihres inneren Lebens zu finden“ wäre. Den humanistischen Weg der Bildung, den Hugo von Hofmannsthal eingeschlagen habe, das Fundament „in einer gut ererbten und vermehrten Kultur zu suchen“, wollte er ebenfalls nicht einschlagen. Das dichterische Handwerk sollte vielmehr das Sehen selbst sein, die Fähigkeit, „besser zu schauen, anzuschauen, mit mehr Geduld, mit mehr Versenkung.“
Rilke war sowohl von der handwerklichen Präzision wie der Konzentration auf den Gegenstand fasziniert, eine Arbeitsweise, die er bei Rodin häufig beobachten konnte. Die Formgebundenheit der Kunst und die Möglichkeit, mit ihr die Oberfläche eines Gegenstandes zu zeigen und zugleich sein Wesen erahnen zu lassen, schlugen sich in den beiden Gedichtbänden nieder.
Lou-Andreas Salomé gegenüber beschrieb er Rodin als einen einsamen Greis, der „versenkt in sich selbst voller Säfte steht wie ein alter Baum im Herbst.“ Rodin habe seinem Herzen „eine Tiefe gegeben und sein Schlag kommt fernher wie aus eines Gebirges Mitte.“
Für Rilke war die eigentliche Entdeckung Rodins die Befreiung der Flächen sowie die gleichsam absichtslose Gestaltung der Skulptur aus den so befreiten Formen. Er beschrieb, wie Rodin nicht einem leitenden Konzept folgte, sondern die kleinsten Elemente, ihrer Eigenentwicklung gemäß, meisterhaft gestaltete.
Während Rodin sich dem Unwichtigen gegenüber verschließe, öffne er sich für die Wirklichkeit, wo „ihn Tiere und Menschen [...] wie Dinge berühren.“ Als beständig empfangender Liebender entgehe ihm nichts und als Handwerker habe er eine konzentrierte „Art zu schauen.“ Es sei nichts „Ungewisses für ihn an einem Gegenstand, der ihm zum Vorbild dient … Das Ding ist bestimmt, das Kunst-Ding muß noch bestimmter sein, von allem Zufall fortgenommen, jeder Unklarheit entrückt, der Zeit enthoben und dem Raum gegeben, ist es dauernd geworden, fähig zur Ewigkeit. Das Modell scheint, das Kunst-Ding ist.“
Hatte Rilke in Worpswede die Landschaft „als Sprache für seine Geständnisse“ erfahren und mit Rodin die „Sprache der Hände“ kennengelernt, so führte Cézanne ihn schließlich ins Reich der Farben.
Die besondere Farbwahrnehmung, die Rilke vor allem in Frankreich entwickelte, veranschaulicht sein bekanntes Sonett Blaue Hortensie, in dem er das Wechselspiel nahezu losgelöster, wie lebendig erscheinender Farben zeigt.
Rilkes Hinwendung zum Visuellen zeugt von einem geringen Vertrauen in die Sprache und steht im Zusammenhang mit der Sprachkrise der Moderne, die im Chandos-Brief Hofmannsthals angedeutet wird, in dem letzterer die Gründe für einen tiefgehenden Sprachzweifel anspricht. Die Sprache, so Rilke, biete „viel zu grobe Zangen“, um die Seele erschließen zu können; das Wort könne nicht „das äußere Zeichen“ für „unser eigentliches Leben“ sein. Wie der von ihm verehrte Hofmannsthal unterschied Rilke zwischen einer poetisch-metaphorischen Sprache der Dinge und einer abstrakt-rationalen Begriffssprache.

## Besonderheiten
Die Neuen Gedichte zeigen Rilkes große Sensibilität für die Welt der gegenständlichen Wirklichkeit. Der asketische Dingbezug seiner Verse ließ die offenherzige Aussprache seiner Seele nicht mehr zu, feine Stimmungs- und Gefühlslagen und die noch im Stunden-Buch so deutliche Form des Gebets traten zurück.

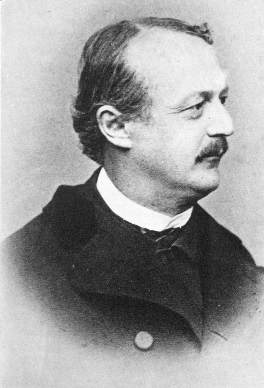
Conrad Ferdinand Meyer

Deskriptiv in der Ausgangshaltung, löst sich während des Sehens die Grenze zwischen Betrachter und Gegenstand auf und ruft neue Verbindungen hervor. Mit dieser Dingmystik wollte Rilke indes nicht rauschhaft die Klarheit des Bewusstseins überwinden, zumal er sich häufig der („bewussten“, architektonische Planung voraussetzenden) Form des Sonetts bediente, dessen Zäsuren indes von der musikalischen Sprache überspielt werden.
Im Gegensatz zu Mörike und Conrad Ferdinand Meyer – (paradigmatisch ist dessen römischer Brunnen) – wollte Rilke Gegenstände nicht lediglich beschreiben oder durch sie hervorgerufene Stimmungen objektivieren; das Ding sollte vielmehr mit einer besonderen Bedeutung gleichsam aufgeladen und somit aus konventionellen Raum- und Zeitbezügen gelöst werden. Dies belegen etwa die Zeilen des reimlosen Gedichts Die Rosenschale, mit dem der erste Teil abschließt: „Und die Bewegung in den Rosen, sieh: / Gebärden von so kleinem Ausschlagswinkel, / daß sie unsichtbar blieben, liefen ihre / Strahlen nicht auseinander in das Weltall.“
Wie er in einem kurzen, 1919 veröffentlichten Essay Ur-Geräusch beschrieb, wollte er mit den Mitteln der Kunst die Sinne erweitern, um den Dingen ihren eigenen Wert, ihre „reine Größe“ zurückzugeben und sie der zweckrationalen Verfügbarkeit durch den Rezipienten zu entziehen. Er glaubte an einen höheren Gesamtzusammenhang alles Seienden, der nur durch die Kunst erreichbar sei, welche die Welt transzendiere: Das „vollendete Gedicht“ könne „nur unter der Bedingung entstehen, daß die mit fünf Hebeln gleichzeitig angegriffene Welt unter einem bestimmten Aspekt auf jener übernatürlichen Ebene erscheine, die eben die des Gedichtes ist.“

## Bedeutung und Rezeption

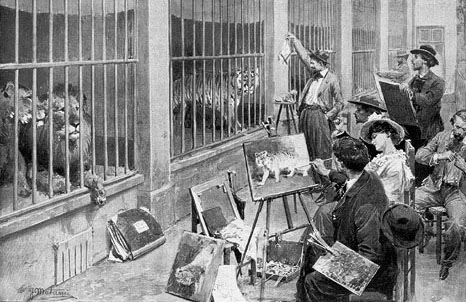
Maler im Jardin des Plantes, 1902

Nachdem die Forschung die Sammlung Rilkes lange Zeit gegenüber seinem Spätwerk wie den Duineser Elegien oder den Sonetten an Orpheus vernachlässigt hatte, kam es in den letzten Jahrzehnten zu einer Gegenbewegung. Innerhalb seines Œuvres wurden die Neuen Gedichte nun als sein wichtigster Beitrag zur modernen Literatur betrachtet und am intensivsten rezipiert.
Sie dokumentieren sein Ideal der Dingdichtung, das sich vor allem auf (äußere) Gegenstände, Werke der Malerei, Plastik und Architektur, auf Tiere aus dem Pariser Jardin des Plantes und Landschaften bezieht.
In Gedichten wie dem Panther, seinem berühmtesten Werk, oder dem Archaïschen Torso Apollos nähert Rilke sich dem Ideal dieser Gattung wohl am deutlichsten. In diesem Sonett verwandelt sich das Geschaute in ein transzendierendes Symbol, das betrachtendes Subjekt und gesehenes Objekt umschließt: Obwohl dem Torso das Haupt fehlt, glüht die ganze Statue von innen, strahlt dem Betrachter entgegen wie ein Stern und führt zu einem epiphanischen Damaskuserlebnis: „...denn da ist keine Stelle, / die dich nicht sieht. Du mußt dein Leben ändern.“
Die Neuen Gedichte zogen auch gegenläufige Interpretationen auf sich. Ein Teil der Forschung sah in ihnen die versöhnende Deutung menschlichen Daseins oder verwies – so Walther Rehm – auf ihre „eisige Herrlichkeit.“ „All jene Dinge, die Fontänen und Marmorkarren, die Treppe der Orangerie, die Kurtisane und der Alchimist, der Bettler und der Heilige – keines weiß zutiefst vom anderen. Alle stehen sie unbezüglich wie zufällig und ausgespart, gleich Statuen oder Plastiken, einsam nebeneinander, im kunstvoll gefügten Raum dieser Gedichtsammlung, fast wie in einem Museum.“

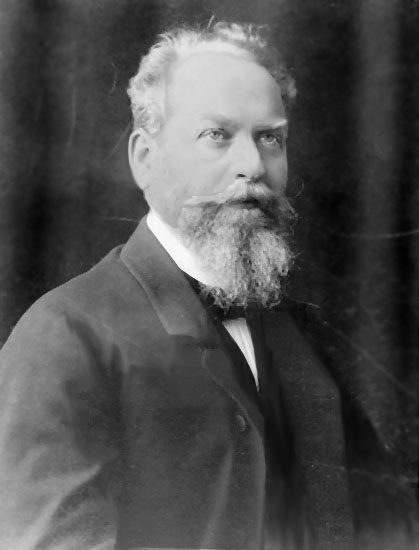
Edmund Husserl, 1900

Da es Rilke nicht um die Gegenstände als solche, sondern ihre Repräsentation ging, lag es nahe, seine Lyrik phänomenologisch zu deuten. So wies vor allem Käte Hamburger auf eine Verbindung zur Philosophie Edmund Husserls hin, der sich 1907 mit seiner Vorlesung Ding und Raum mit dieser Frage beschäftigte.
Theodor W. Adorno befasste sich am Rande ebenfalls mit Rilke und störte sich am „redselig Schmückenden“ und der Tendenz, Vers und Reim nachzugeben, was Rilke vom formstrengeren Stefan George unterscheide. Die Dialektik von Besonderem und Allgemeinem betrifft für Adorno auch die lyrische Sprache: So sehr das gute Gedicht Subjektives ausdrückt und sich von den Sprachkonventionen der Gesellschaft befreit, so wenig ist doch das Allgemeine aus ihm getilgt.
Mit der „Idiosynkrasie des lyrischen Geistes gegen die Übergewalt der Dinge“ reagiere der Dichter auf „die Verdinglichung der Welt, der Herrschaft von Waren über Menschen“, was sich auch in Rilkes Lyrik finden lasse. Dessen Dinglyrik bezeichnete Adorno abfällig als „Dingkult“, der in diesen „Bannkreis“ gehöre und mit dem er versuche, „noch die fremden Dinge in den subjektiv-reinen Ausdruck hineinzunehmen und aufzulösen, ihre Fremdheit metaphysisch ihnen gutzuschreiben.“ Die „ästhetische Schwäche dieses Dingkults, der geheimnistuerische Gestus, die Vermischung von Religion und Kunstgewerbe zeuge indes von der realen Verdinglichung, die von keiner lyrischen Aura mehr sich vergolden“ lasse.
Mit dem Interpretationsbegriff „Dingmystik“ kennzeichnete vor allem Walther Rehm Rilkes Verhältnis zu den Dingen. Rehm ging von einer Tradition der Dingerfahrung aus, die mit Johann Wolfgang von Goethe begann und in Rilkes Lyrik gipfelte, die dem Ding eine besondere und eigenständige Qualität verleihe. Sein auf Gott bezogenes Wesen verweigere sich dem nützlich-funktionalen Zugriff und offenbare sich einzig im achtsamen Schauen. 
Der Dingbegriff bezieht sich auf den gesamten Bereich des Seienden, von den Gegenständen des täglichen Lebens über Landschaften, Menschen und Stimmungen. Rilkes Dingverehrung wird so zur Dingmystik, indem sich die Dinge gleichsam magisch verselbständigen und erlöst werden, wenn der Mensch ihr Wesen erkennt. Der Dichter, ausgestattet mit hoher Rezeptivität, wohne im Zentrum der Dinge, verwandle sie und künde auch von ihrem Ende. Rilkes Dinglyrik sei „Todesdichtung“.